# ليمان ملفين جونز
ليمان ملفين جونز (بالإنجليزية: Lyman Melvin Jones)‏ هو سياسي كندي، ولد في 21 سبتمبر 1843 بويتجيرج ستوفيل في كندا، وتوفي في 15 أبريل 1917 في نفس البلد. حزبياً، نشط في الحزب الليبرالي الكندي. وقد انتخب عضو المجلس التنفيذي لمانيتوبا ‏ وانتخب عضو مجلس الشيوخ الكندي وانتخب List of mayors of Winnipeg ‏.